# Guatemalia steaminata
Guatemalia steaminata är en tvåvingeart som först beskrevs av Wulp 1897.  Guatemalia steaminata ingår i släktet Guatemalia och familjen kärrflugor. Inga underarter finns listade i Catalogue of Life.